# Gianluca Marchetti
Gianluca Marchetti (Bracciano, 18 giugno 1993) è un cestista italiano.

## Carriera
Cresciuto nelle giovanili della Virtus Roma, ha esordito in prima squadra in Serie A nel 2010. Ha militato a Roma fino al 2012, collezionando complessivamente 9 presenze in massima serie. Nel 2013 è stato ceduto in prestito alla Don Bosco Livorno in Divisione Nazionale B (12 presenze), e nell'estate 2013 ha firmato con la Vanoli Cremona, facendo ritorno in Serie A.
Nel mese di ottobre 2016 firma un contratto con la Fortitudo Bologna in Serie A2; dopo essersi allenato con la compagine bolognese per diversi mesi, viene ufficialmente tesserato ad inizio Febbraio 2017.
Nella stagione 2017-2018 veste le maglie della We’re Basket Ortona e della Nuova Pallacanestro Nardò. Nella stagione 2018-2019 rimane in Serie B firmando prima con Basket Teramo 2015 e poi con BMR Basket 2000 Reggio Emilia. Viene tesserato, per la stagione 2019-2020, dalla Scandone Avellino, ripartita dalla Serie B dopo i fasti nella massima categoria.
Nell’estate del 2020 sottoscrive un contratto con la Cestistica Verona, formazione militante nel campionato di Serie C Gold. Quindi alla riapertura delle competizioni dopo lo stop imposto per il covid, ha vestito la maglia di Piadena per l'ultima parte di stagione della Serie B, per poi legarsi a metà della stagione 2021/2022 con la compagine di Pizzighettone.
Nella seconda parte della stagione 2022/2023 si è quindi spostato a Mazzano, prima dell'avventura con la Supernova Fiumicino per la stagione 2023/2024.